# Variku
Variku – wieś w Estonii, w prowincji Lääne, w gminie Nõva.